# Polimorfizm pojedynczego nukleotydu

Ilustracja polimorfizmu pojedynczego nukleotydu

Polimorfizm pojedynczego nukleotydu (SNP, z ang. single nucleotide polymorphism) – zjawisko zmienności sekwencji DNA, która polega na zmianie pojedynczego nukleotydu (A, T, C lub G) pomiędzy osobnikami danego gatunku lub pomiędzy sekwencjami chromosomów homologicznych danego osobnika. Aby zmianę taką określać jako SNP, a nie mutację, musi ona występować u co najmniej 1% populacji.
Przykładowo polimorfizm pojedynczego nukleotydu w danym genie u dwóch osobników, np. AAGCCTA i AAGCTTA,  prowadzi do występowania 2 alleli tego genu, różniących się jednym nukleotydem.
SNP stanowią ok. 90% całej zmienności występującej w ludzkim genomie i występują co 100–300 nukleotydów na ogólną ich liczbę 3 mld.
W badaniach populacyjnych można ustalić względną częstość występowania danego wariantu związanego z SNP. Należy stwierdzić, że występują różnice w występowaniu SNP pomiędzy różnymi geograficznie lub etnicznie populacjami (np. w genie SLC24A5 i kolorze skóry).
Stwierdzane w materiale genetycznym przypadki polimorfizmu pojedynczego nukleotydu mogą być stwierdzane w sekwencjach kodujących genów, regionach niekodujących genów lub w regionach międzygenowych. Polimorfizm pojedynczego nukleotydu w sekwencji kodującej jakiegoś genu nie musi koniecznie prowadzić do zmiany w sekwencji aminokwasowej białka ze względu na degenerację kodu genetycznego. SNP dzieli się z tego względu na synonimiczne lub niesynonimiczne (kiedy sekwencja powstałego białka ma zmieniony aminokwas w związku z polimorfizmem). Przypadki polimorfizmu pojedynczego nukleotydu, które stwierdza się poza sekwencjami kodującymi genów, mimo to mogą wywierać działania biologiczne (np. zmiana w sekwencji RNA lub w sekwencji regulującej ekspresję genu).
SNP nie powoduje choroby, ale może wpływać na prawdopodobieństwo jej wystąpienia. Duże największe znaczenie mają badania porównawcze DNA osób chorujących na dane schorzenie i bez tej choroby (marker genetyczny).